# 李舒
李舒（1955年—），男，贵州人，中国导演。代表作有电视剧《军歌嘹亮》、《和平年代》、《情满珠江》等。